# Kia EV3
Kia EV3 — субкомпактний кросовер з акумуляторною батареєю, що виробляється Kia. Це друга модель Kia, розроблена на електричній глобальній модульній платформі (E-GMP), і четверта модель у лінійці електромобілів виробника після EV5.

## Огляд

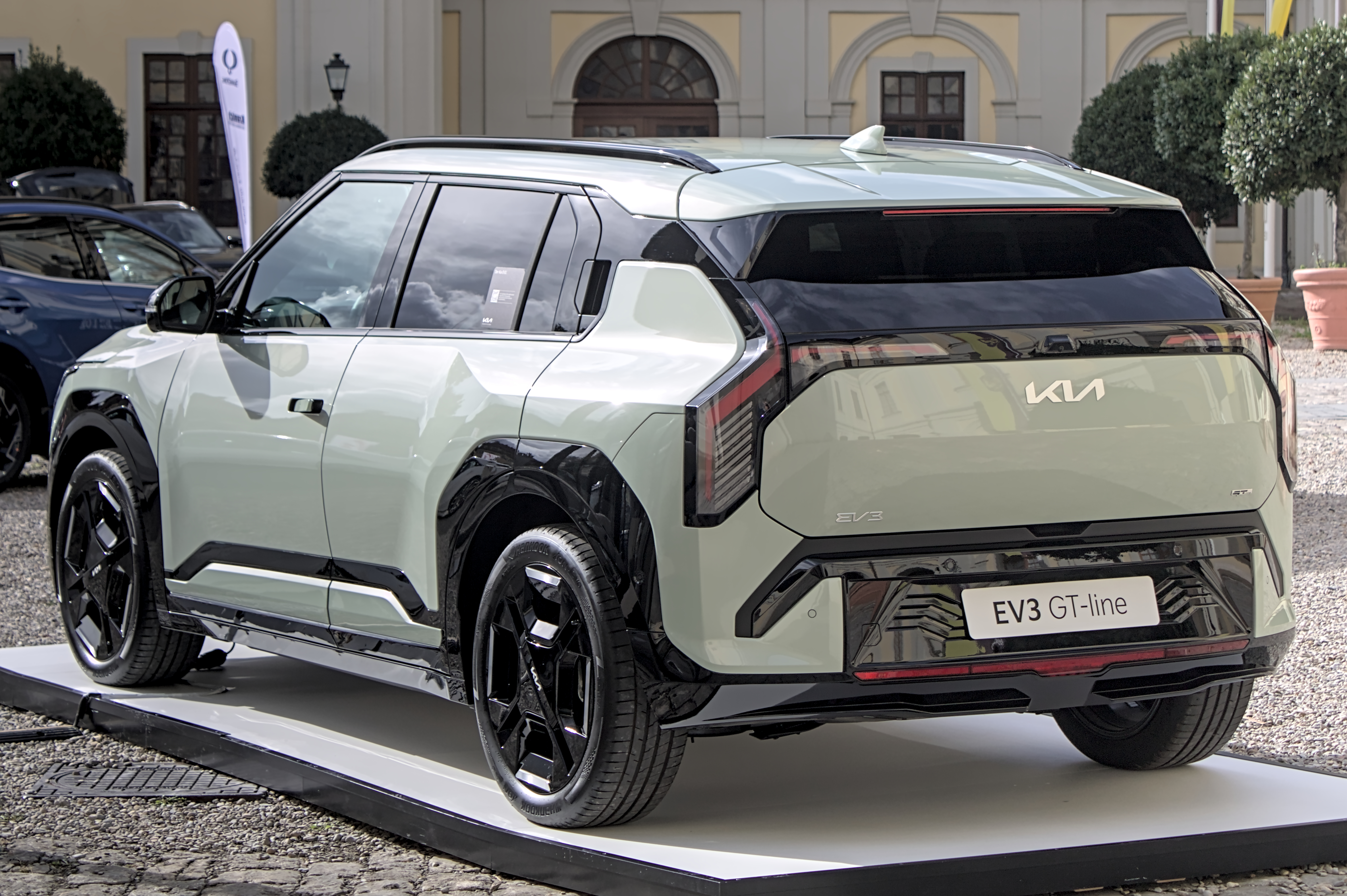

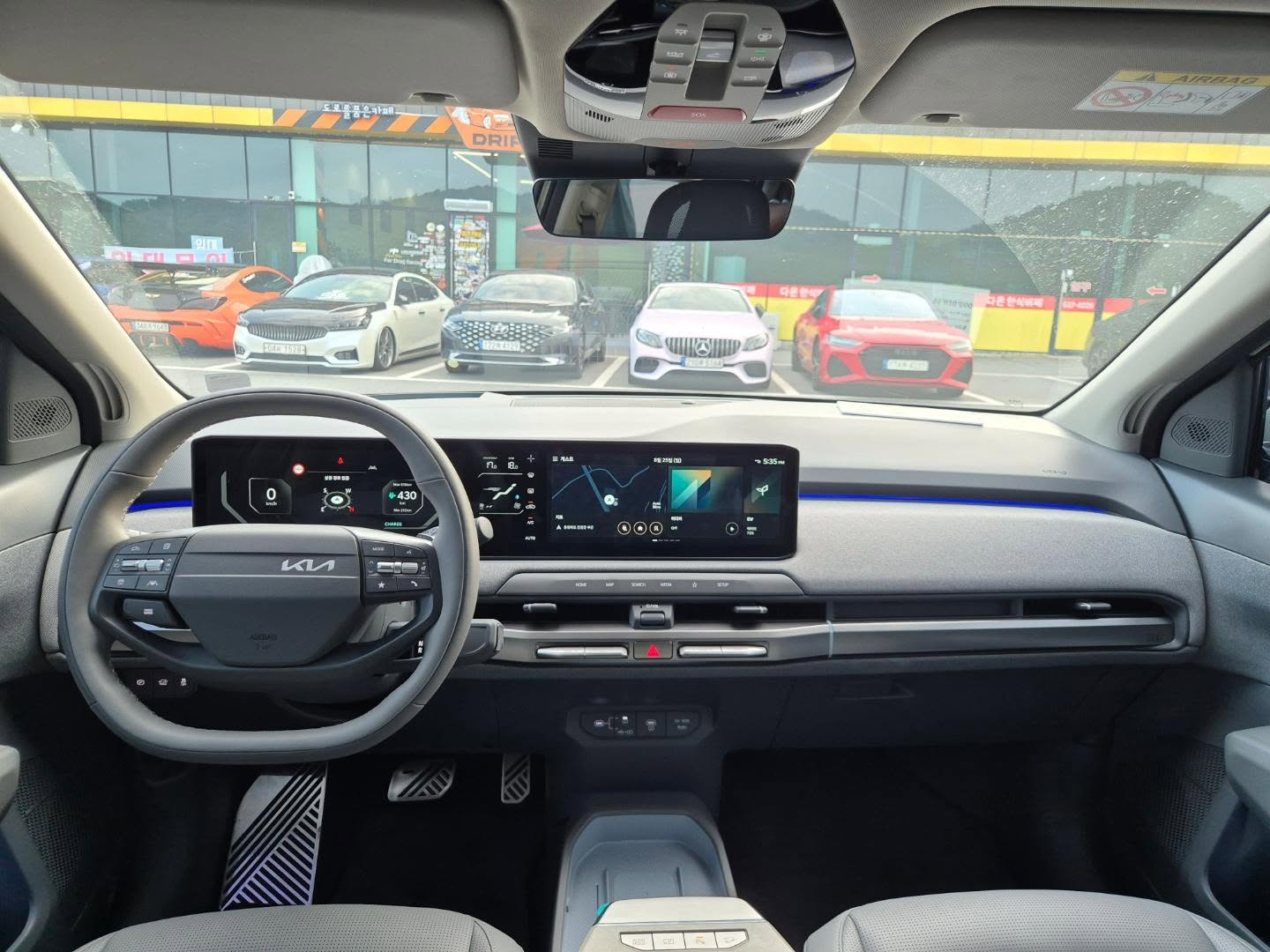

Концепт-кар Kia EV3 був представлений 12 жовтня 2023 під час заходу Kia EV Day. Пізніше в листопаді того ж року автомобіль був представлений на автосалоні в Лос-Анджелесі. Серійну версію було представлено 23 травня 2024 року, а продажі очікуються в липні 2024 року в Південній Кореї.
EV3 багато в чому має схожість з EV9. Він використовує філософію дизайну бренду «Opposites United» з передньою панеллю «Цифрове обличчя тигра» та фірмовим вертикальним освітленням «Зоряна карта» спереду та ззаду. Панель приладів має три дисплеї: 12,3-дюймову комбінацію приладів, 5-дюймовий сенсорний екран для керування системою кондиціювання та інформаційно-розважальну систему з 12,3-дюймовим сенсорним екраном . В інтер'єрі використовуються матеріали з поліетилентерефталату , і споживачі мають можливість використовувати перероблені тканинні матеріали. Інші особливості – 12-дюймовий індикатор на лобовому склі HUD, висувний столик та місця для зберігання всередині центральної консолі, включаючи режим відкидання передніх крісел.
Об'єм багажника становить 460 л, а внутрішній пристрій багажника має гнучкість понад 140 мм та місткий відсік для зберігання об'ємом 25 л. Також автомобіль оснащений системою безпеки ADAS у поєднанні з функцією електричного динамічного управління вектором крутного моменту (eDTVC), цифровий ключ 2.0, який дозволяє споживачам використовувати смартфон замість фізичного брелока, дистанційну інтелектуальну систему допомоги при паркуванні та першу модель Kia, в якій вперше з'явилася функція рекуперативного. гальмування i-Pedal 3.0.